# Xe tăng Centurion
Xe tăng Centurion được giới thiệu năm 1945, là xe tăng chủ lực của quân đội Anh giai đoạn sau Thế chiến thứ hai. Nó được xem là một trong những thiết kế tăng thành công nhất sau chiến tranh, tiếp tục được sản xuất đến những năm 60 và chiến đấu ở mặt trận những năm 80 của thế kỉ 20. Khung gầm xe cũng được sử dụng trong những vai trò khác và vẫn còn phục vụ cho đến ngày nay.
Việc phát triển tăng Centurion được bắt đầu từ năm 1943 và việc chế tạo bắt đầu từ tháng 1 năm 1945, 6 nguyên mẫu được gửi đến Bỉ chỉ trước một tháng chiến tranh kết thúc ở châu Âu, tháng 5 năm 1945. Centurion lần đầu tham chiến cùng quân Anh trong chiến tranh Triều Tiên năm 1950 bên phe Liên Hợp Quốc. Sau này nó còn tham chiến trong cuộc chiến tranh Ấn Độ - Pakistan năm 1965, nơi mà đối thủ của Centurion là tăng M47 và M48 Patton do Mĩ viện trợ. Trong chiến tranh Việt Nam, Centurion phục vụ cho tập đoàn tăng Hoàng gia Úc.
Israel sử dụng Centurion trong Chiến tranh Sáu ngày năm 1967, Chiến tranh Yom Kippur năm 1973, và trong cuộc xâm lược Lebanon năm 1978 và 1982. Centurion được sửa đổi để biến thành xe chuyên chở nhân viên khi phục vụ ở Gaza, Bờ Tây và biên giới Lebanon. Lực lượng phòng vệ Hoàng gia Jordan sử dụng Centurion để chống đỡ trước sự xâm lược của quân Syria trong sự kiện Tháng Chín đen năm 1970 và Cao nguyên Golan năm 1973. Nam Phi cũng sử dụng Centurion ở Ăn-go-la trong cuộc Chiến tranh biên giới Nam Phi.
Centurion trở thành một trong những dòng xe tăng phổ biến nhất trên thế giới, được trang bị trong quân đội của rất nhiều nước, một số chiếc thậm chí vẫn phục vụ đến những năm 90. Trong cuộc xung đột Israel-Lebanon năm 2006, lực lượng phòng thủ Israel đã đưa Centurion vào sử dụng như xe bọc thép chuyên chở quân và xe kỹ thuật chiến đấu. 200 chiếc Centurion vẫn còn phục vụ trong Lực lượng Phòng vệ Quốc gia Nam Phi và đã được hiện đại hóa vào những năm 80 và 2000, nguyên mẫu này còn được gọi là Olifant.
Trong khoảng từ năm 1946 đến năm 1962, đã có 4.423 chiếc Centurion được sản xuất, gồm 13 bản gốc và các biến thể. Sau này Centurion được quân đội Anh thay thế bằng xe tăng Chieftain.

## Phát triển
Năm 1943, Ban giám đốc Thiết kế xe tăng, dưới quyền Sir Claude Gibb, C.B.E., F.R.S., được yêu cầu chế tạo một mẫu xe tăng hạng nặng dưới thiết kế A41 của Bộ tổng tham mưu. Sau một loạt những thiết kế không đáng xem của dòng A trước đây và bị đặt trước áp lực bởi sự xuất hiện của pháo 88mm của tăng Đức, Bộ Chiến tranh yêu cầu một sửa đổi lớn trong thiết kế, cụ thể: tăng độ bền và độ tin cậy, khả năng trụ vững trước một phát bắn thẳng từ pháo 88 mm của Đức và gia tăng độ chống chịu trước mìn, trong khi khối lượng không vượt quá 40 tấn. Tốc độ di chuyển cao là không quan trọng nhưng vẫn phải đảm bảo được sự nhanh nhẹn tương đương chiếc Comet. Tốc độ lùi của xe cũng được quan tâm.
Thân xe được thiết kế rộng hơn bằng cách sửa đổi sao cho hệ thống treo 5 bánh xe sử dụng trên chiếc Comet có thể lắp được 6 bánh, kéo dài khoảng cách giữa bánh thứ 2 và bánh thứ 3. Hệ thống treo Christie với lò xo cuộn thẳng đứng giữa hai tấm giáp, được thay thế bằng hệ thống treo Horrstmann với ba lò xo ngang, hai bánh xe được gắn bên ngoài giá chuyển hướng mỗi bên. Thiết kế của Horstmann không mang lại được chất lượng lái như thiết kế của Christie, tuy nhiên nó chiếm ít không gian hơn và dễ dàng bảo trì hơn. Trong trường hợp xe bị trúng mìn, việc tháo lắp hệ thống treo và thay thế bánh xe sẽ dễ dàng hơn. Thân xe được tái thiết kế, được gia cố bằng giáp nghiêng bao gồm một phần tháp pháo với súng chính là pháo 76.2mm và súng máy phòng không Polsten 20mm nằm độc lập bên trái. Với động cơ Rolls-Royce Meteor đã từng sử dụng trên hai đời tăng trước là Comet và Cromwell, thiết kế mới này thực sự rất đáng mong đợi.
Chỉ một thời gian ngắn sau khi khởi động chương trình, rõ ràng yêu cầu việc chịu đựng trước pháo 88 li sẽ là không thể với trọng lượng cho phép. Các thông số gốc chỉ ra rằng A41 có thể được chở bằng rơ moóc kéo Mark I và Mark II hiện có, tải trọng của 2 xe này là 40 tấn. Tuy nhiên bộ chiến tranh cho rằng nên thiết kế rơ moóc mới để không làm ảnh hưởng đến thiết kế vốn đã rất tuyệt này. Thậm chí trước khi nguyên mẫu của thiết kế 40 tấn được hoàn thành, những phiên bản nặng hơn vẫn được tập trung phát triển. Phiên bản mới được trang bị giáp ngang bằng với chiếc xe tăng bộ binh hạng nặng nặng nhất, trong khi hệ thống treo và động cơ được cải tiến mang lại cho xe hiệu suất vượt trội, thậm chí so với tăng hạng nhẹ trước đó. A41 đã trở thành chiếc tăng Anh đầu tiên có thể "làm được tất cả", biến nó trở thành thiết kế tăng phổ biến nhất.
Kiểu thiết kế mẫu được lắp ráp bởi AEC Ltd được trình diễn vào tháng Năm, năm 1944. Sau đó, 20 mô hình thí điểm đã được đặt hàng với nhiều biến thể trang bị khác nhau: 10 chiếc trang bị pháo 76.2mm và súng máy phòng không Polsten 20mm (một nửa trong số đó được trang bị súng máy Besa phía sau tháp pháo và nửa còn lại là cửa thoát hiểm), 5 chiếc trang bị pháo 76.2mm và súng máy Besa phía trước và cửa thoát hiểm, 5 chiếc còn lại trang bị pháo QF 76.2mm và súng máy gắn vào thân xe.
Nguyên mẫu của thiết kế 40 tấn, chiếc Centurion Mark 1, có giáp nghiêng trước dày 76mm, mỏng hơn xe tăng bộ binh hiện tại - chiếc Churchill, dày 101mm. Tuy nhiên, tấm giáp nghiêng này được thiết kế dốc hơn, vì vậy độ dày của giáp được tận dụng tốt hơn - tính năng được kiểm chứng từ những mẫu xe tăng khác như chiếc Panther của Đức hay T-34 của Sô viết. Tháp pháo được bọc giáp dày 152 mm. Xe cũng tỏ ra rất cơ động và vượt trội hơn nhiều so với chiếc Comet trong hầu hết các bài kiểm tra. Giáp trên của Centurion Mark 2 dày 118mm và giáp đuôi có độ dày từ 38 đến 51mm. Chỉ có một số ít những chiếc Mk 1 Centurion được sản xuất trước khi Mk 2 hoàn toàn thay thế nó trên dây chuyền sản xuất. Việc chế tạo chính thức bắt đầu vào tháng 11 năm 1945 với đơn hàng đầu tiên gồm 800 chiếc với các dây chuyền sản xuất ở Leyland Motors, Lancashire và Nhà máy quân khí Hoàng gia ở Leed và Woolwich, Vickers ở Elswick. Centurion đi vào phục vụ từ tháng 12 năm 1946 trong biên chế tập đoàn Xe tăng Hoàng gia số 5.
Ngay sau khi Centurion được sản xuất, công ty Royal Ordnance hoàn thành khẩu pháo tăng Ordnance QF 20 pounder (84mm). Vào thời điểm này, sự hữu dụng của khầu phòng không Polsen 20 li được đặt trong nghi vấn, hỏa lực của nó là quá thừa cho việc chống lại bộ binh, do đó nó đã bị thay thế bằng khẩu súng máy Besa được gắn bên trong tháp pháo. Chiếc Centurion Mark 3 còn được trang bị thêm hệ thống tự động ổn định cho súng, cho phép xe có thể bắn khi di chuyển, cải thiện đáng kể khả năng chiến đấu. Việc sản xuất Mk 3 bắt đầu từ năm 1948. Mk 3 được cho là mạnh hơn rất nhiều so với Mk 1 và Mk 2, những thiết kế trước đó đều bị bỏ từ khi Mk 3 được đưa vào phục vụ, những chiếc xe cũ được chuyển thành xe phục hồi cho Centurion (ARV), Mark I được sử dụng trong cơ khí hoặc nâng cấp lên tiêu chuẩn Mk 3. Những cải tiến được giới thiệu trên Mk 3 bao gồm một phiên bản động cơ khỏe hơn và trang bị hệ thống ngắm và ổn định mới cho pháo.
Khẩu 20 pound được sử dụng chỉ trong một thời gian ngắn trước khi Nhà máy quân khí Hoàng gia giới thiệu khẩu L7 105mm. Tất cả các biến thể sau này của Centurion, từ Mark 5/2 trở đi, đều sử dụng khẩu L7.
Bản thiết kế của Mk 7 được hoàn thành vào năm 1953 và được đưa vào sản xuất ngay sau đó.
Centurion đã trở thành nền tảng cho một loạt các thiết bị chuyên dụng, bao gồm các biến thể xe kỹ thuật chiến đấu trang bị trang bị pháo xuyên phá 165mm. Chiếc Centurion đã trở thành chiếc xe có niên hạn phục vụ dài nhất trong quân đội Anh và quân đội Úc, xe tham chiến trên mọi mặt trận từ Chiến tranh Triều Tiên (1950-1953) đến Chiến tranh Việt Nam (1961-1972) và tham chiến trong vai trò xe hỗ trợ kỹ thuật trong Chiến tranh vùng Vịnh vào tháng 1 và tháng 2 năm 1991.

## Lịch sử phục vụ

### Chiến tranh Triều Tiên
Ngày 14 tháng 11 năm 1950, Tập đoàn Kinh kỵ binh Hoàng gia Ai len số 8, gồm 3 sư đoàn tăng Centurion Mk 3, đổ bộ vào Pusan. Dưới cái lạnh âm độ, tập đoàn quân 8 đã lần đầu được nếm trải sự khắc nghiệt của chiến trường mùa đông: họ phải lót rơm ở bãi đậu xe để tránh việc xích xe bị đóng băng với mặt đất, động cơ được khởi động mỗi 30 phút, mỗi số được cài một lần để tránh việc đóng băng từ bên trong. Trong trận sông Imjin, những chiếc Centurions đã thành công trong việc yểm trợ lữ đoàn 29 rút lui với tổn thất 5 chiếc, 5 chiếc này đã được sửa chữa và đưa vào hoạt động sau đó. Năm 1953, những chiếc Centurion từ Trung đoàn xe tăng Hoàng gia số 1 đã tham chiến trong trận Hook lần thứ hai, nơi họ đã đóng vai trò chủ lực trong việc đẩy lui những đợt tấn công của quân Trung Quốc. Trong một lần nhắc về Tập đoàn Khinh kỵ binh số 8, Trung tướng John O'Daniel, chỉ huy Tập đoàn số 1 Hoa Kỳ đã nói rằng: "...Bằng những chiếc Centurion của mình, Tập đoàn Khinh kỵ binh số 8 đã phát triển một kiểu tiến công thiết giáp mới. Họ dạy chúng ta rằng ở bất kỳ nơi nào xe tăng có thể đến, đó là quê hương của xe tăng, ngay cả những đỉnh núi."

### Chiến tranh Việt Nam

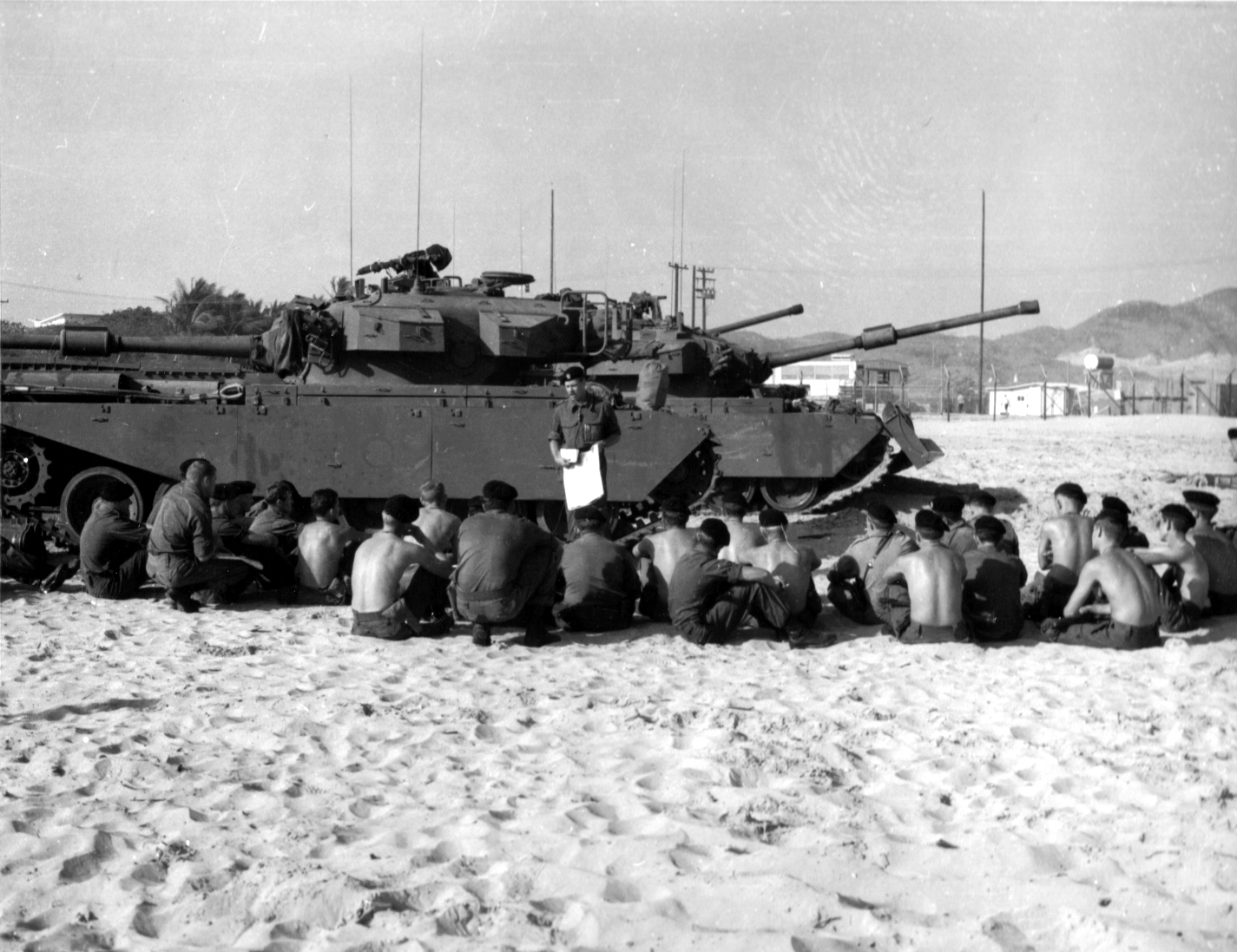
Lính thuộc Trung đoàn thiết giáp số 1 trong một chỉ thị ở Vũng Tàu

Năm 1967, Tập đoàn quân Hoàng gia Australia (RAAC), Trung đội thiết giáp vận tải số 1 đã chuyển đến Trung đội A, Trung đoàn Kỵ binh số 3. Mặc dù thành công trong việc tiến hành các hoạt động chiến đấu trong khu vực của mình, tuy nhiên có những báo cáo rằng những chiếc xe bọc thép M-113 của họ không thể tiến công vào khu vực rừng rậm, làm giảm khả năng tấn công của họ trước quân địch. Chính phủ Australia, dưới sự chỉ trích của nghị viện, đã quyết định gửi một Trung đoàn xe tăng Centurion đến miền Nam Việt Nam. Trung đội tăng Centurion "C" được trang bị pháo 20 pounder, thuộc Trung đoàn Thiết giáp số 1 đã đổ bộ xuống miền Nam Việt Nam vào ngày 24 tháng 2 năm 1968 và đóng quân tại Núi Đất thuộc Tập đoàn số 3.
Đại tá Donald Dunstan, sau này là thống đốc miền Nam Australia, là phó chỉ huy lực lượng đặc biệt Australia ở Nam Việt Nam. Đại tá Dunstan có lẽ là người Australia cuối cùng sử dụng xe tăng và bộ binh cùng phối hợp chiến đấu trong Thế chiến thứ 2, suốt trận Bougainville. Và lần đầu tiên kể từ sau Thế chiến thứ 2, Dunstan lại sử dụng bộ binh và thiết giáp trong chiến đấu. Khi ông tạm thời giữ chức chỉ huy trưởng do sự vắng mặt của Thiếu tướng Ronald Hughes, ông đã điều những chiếc Centurion được mang từ Núi Đất đến căn cứ ở Coral và Balmoral và tin rằng đó là một yếu tố quan trọng đã không được sử dụng. Ngoài việc bổ sung lượng lớn hỏa lực, Dunstan còn cho rằng, ông "...không hiểu tại sao những chiếc xe tăng này lại không có mặt ở đây...". Và tầm nhìn chiến thuật của ông đã mang lại hiệu quả rõ rệt khi Lực lượng đặc nhiệm Australia số 1 đã gây nên 267 thương vong cho đối phương trong vòng 6 tuần của trận Coral-Balmoral, ngoài ra họ còn bắt giữ 11 tù binh, 36 vũ khí tổ đội, 112 vũ khí cá nhân và nhiều loại vũ khí khác.
Sau những trận chiến tại căn cứ Coral và Balmoral, nơi Lực lượng đặc nhiệm số 1 đã đẩy lùi cuộc tấn công của 2 Trung đoàn bộ binh 141 và 165 của quân đội nhân dân Việt Nam, vào tháng 5 năm 1968, một đội 3 xe tăng Centurion đã được thành lập, 2 trong số đó là tăng dò mìn. Vào tháng 9 năm 1968, Trung đội C đã gia tăng tối đa sức mạnh khi được trang bị 4 đội xe, mỗi đội gồm 4 chiếc Centurion. Năm 1969, Trung đội C thuộc Trung đoàn Kỵ binh số 3, Trung đội A, Trung đội B và Trung đội C thuộc Trung đoàn Thiết giáp số 1 đã thay phiên nhau chiến đấu dọc Nam Việt Nam. Trong số 26 chiếc Centurion ban đầu, sau ba năm rưỡi chiến đấu, đã tăng lên 58 chiếc. Tổng cộng có 42 chiếc bị hư hại trong chiến đấu, trong đó có 6 chiếc bị hỏng nặng tới mức không thể phục hồi và hai tổ lái đã bị thiệt mạng.
Những tổ lái Centurion, sau khí chiến đấu được một vài tuần, đã sớm học được cách bỏ đi những tấm giáp bảo vệ ở hai bên yếm nhằm tránh cây cỏ và bùn mắc vào xích và tấm chắn bùn. Mỗi chiếc Centurion khi tham chiến ở Việt Nam được trang bị cơ bản là 62 viên đạn xuyên giáp 20 pound (84mm), 4.000 viên đạn.50 cal (12.7x99mm) và 9.000 viên .30 cal (7.62x33mm) dành cho súng máy chỉ huy cũng như 2 súng máy đồng trục. Xe được trang bị động cơ xăng, điều này đòi hỏi xe phải có thêm bình nhiên liệu phụ trữ lượng 100 gallon Anh (khoảng 450 lít) được gắn vào đuôi xe.

### Chiến tranh Ấn Độ - Pakistan
Vào năm 1965 khi cuộc chiến tranh bắt đầu, hầu hết xe tăng trong biên chế quân đội Ấn Độ là M4 Sherman; tuy nhiên, họ còn sở hữu Centurion Mk.7 trang bị pháo Hoàng gia 105mm và các tăng hạng nhẹ như AMX-13, PT-76 và M3 Stuart. Centurion Mk 7 là một trong những chiếc tăng hiện đại nhất vào thời điểm đó
Cuộc tiến công của Sư đoàn Thiết giáp số 1 Pakistan bắt đầu trong trận Assal Uttar vào ngày 10 tháng 9 bao gồm 6 Trung đoàn Thiết giáp đối đầu với 3 Trung đoàn thiết giáp của Ấn Độ. Một trong những trung đoàn đó, Kỵ binh số 3, đã tung ra 45 chiếc Centurion. Những chiếc Centurion với pháo 105 mm và giáp nặng đã tỏ ra vượt trội so với chiếc M-48 Patton, tuy nhiên khi được điểu khiển bởi những chỉ huy giỏi, M48 vẫn chiến đấu ngang ngửa so với Centurion, điển hình ở khu vực Sialkot.
Năm 1971, có 2 Trung đoàn Tăng Pakistan đóng quân ở Sialkot, đối đầu với Tập đoàn Thiết giáp số 1 của Ấn Độ, được trang bị tăng Centurion. Đây là cuộc đấu tăng lớn nhất trong cuộc chiến này và cả hai bên đều chịu thiệt hại đáng kể.

### Trung Đông

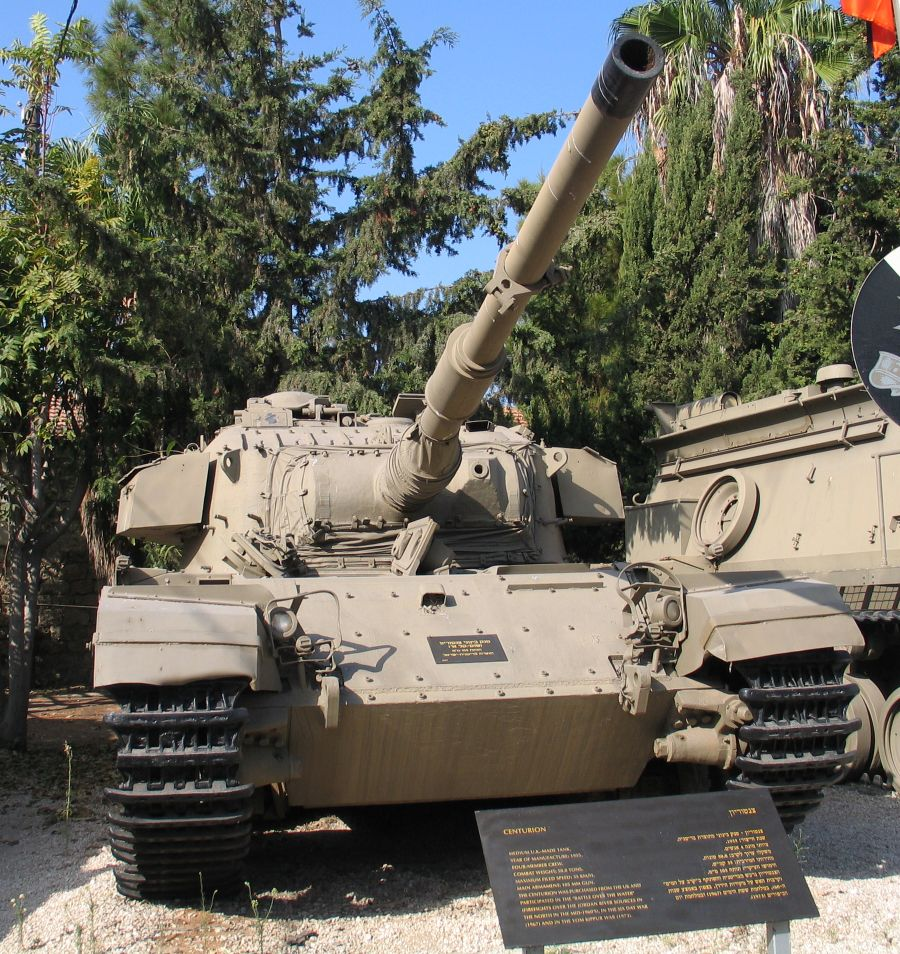
Biến thể Sho't của Israel

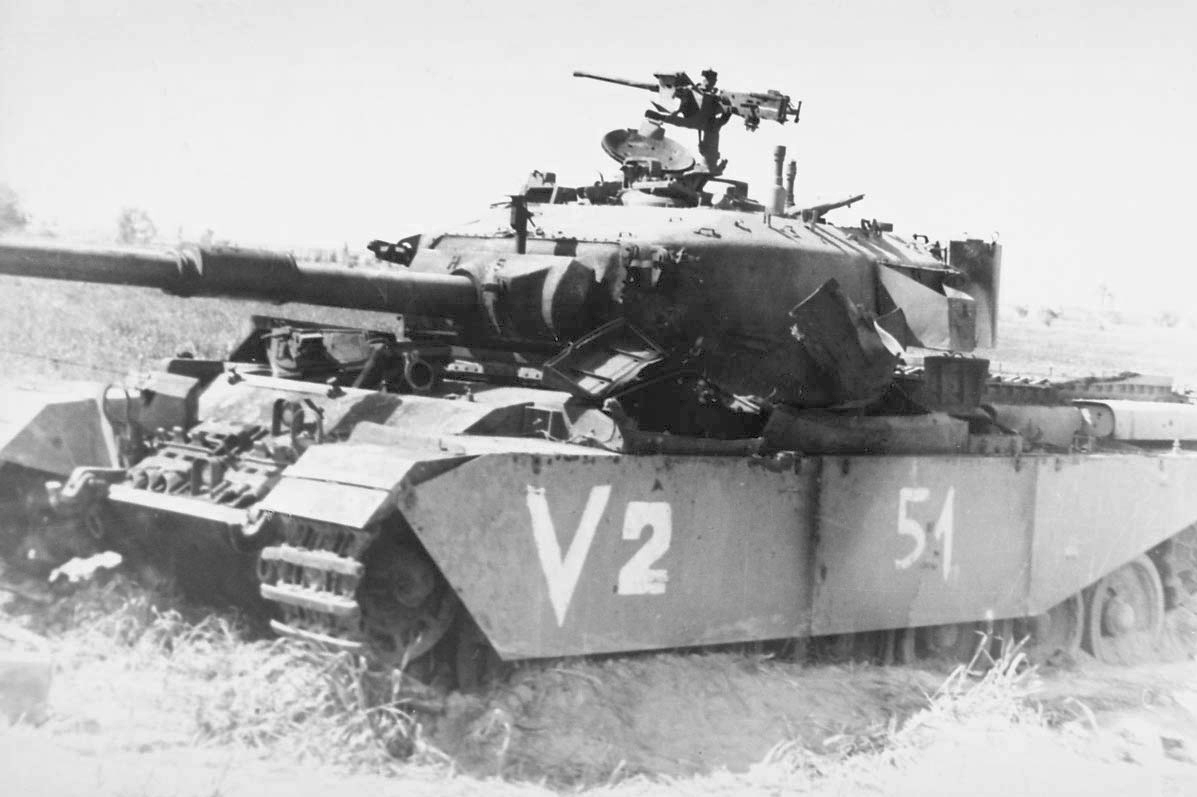
Chiếc Centurion bị phá hủy của Israel

Những chiếc Centurion ban đầu của Israel, được chuyển đến từ cuối những năm 1950, đã được đổi tên thành "Sho't" (trừng phạt) và được nâng cấp theo các gói. Khi chiến tranh Sáu ngày nổ ra vào năm 1967, Lực lượng phòng vệ Israel (IDF) có 293 chiếc Centurion sẵn sàng chiến đấu trong tổng số 385 chiếc xe tăng. Trong suốt cuộc chiến, Israel bắt giữ 30 trong tổng số 44 chiếc Centurion của Jordan.
Phiên bản Centurion của Israel đã mang lại cho họ những tiếng tăm huyền thoại khi trong trận "The Valley of Tears" diễn ra tại Cao nguyên Golan vào chiến tranh Yom Kippur năm 1973. Gần 100 chiếc Centurion của Lữ đoàn Thiết giáp số 7 đã tổ chức phục kích, đánh bại 500 chiếc T-55 và T-62 của quân Syri. Những chiếc Sho't đã trở thành biểu tượng cho lòng dũng cảm của lực lượng thiết giáp Israel.

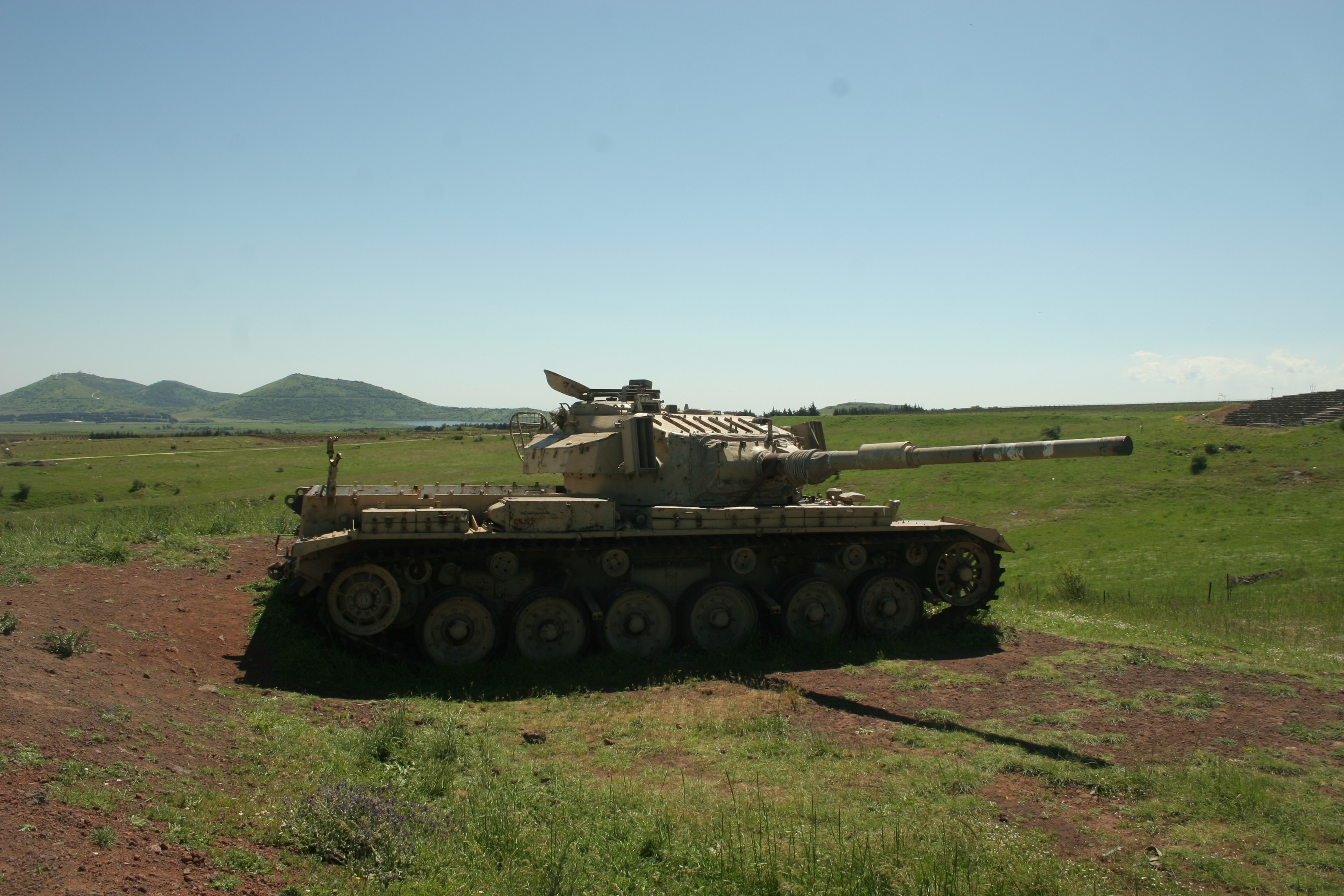
Một chiếc Sho't kỷ niệm gần Thung lũng nước mắt, cao nguyên Golan

Những chiếc Centurion đời đầu được trang bị pháo chính 84 mm, tuy nhiên sau đó đã bị thay thế bởi pháo L7 105 mm. Những chiếc tăng này sau đó trải qua một loạt những nâng cấp lớn nhỏ khác nhau mà đỉnh cao là chiếc Sho't với Giáp phản ứng nổ Blazer, tham chiến trong cuộc xâm lăng Lebanon năm 1982. Những nâng cấp lớn nhất bao gồm động cơ, tầm nhìn và gói nâng cấp Blazer.
Động cơ đã được thay đổi thành động cơ diesel hiệu quả hơn, hệ thống kiểm soát bắn được hiện đại hóa, giáp được gia cố và khoang chứa đạn được cải tiến để có thể mang được nhiều đạn hơn. Hệ thống chống cháy nổ cũng được nâng cấp, hệ thống điện và phanh trở nên tốt hơn và sức chứa của thùng nhiên liệu được gia tăng rõ rệt. Chiếc Sho't có thể được phân biệt với chiếc Centurion bởi phần đuôi cao hơn để vừa vặn cho cho động cơ lớn hơn. Xe được trang bị radio của Hoa Kỳ và súng máy 7.62 mm gắn ở vòm tháp pháo hoặc có thể thay thế bằng súng máy hạng nặng 12.7 mm.
Rất nhiều biến thể đã được mua bởi Israel trong vòng nhiều năm từ rất nhiều nước khác nhau. Nhiều đối tác đã liên hệ mua tăng Merkava sau này.

### Chiến tranh vùng Vịnh 1991
Trong cuộc chiến tranh vùng Vịnh năm 1991, 32 chiếc Centurion Mk5 AVRE của Trung đoàn Kỹ thuật thiết giáp đã tham chiến trong những chiến dịch của quân đội Anh. 3 chiếc đã bị mất trong luyện tập vì những tai nạn bất ngờ khi bắn và bị nổ khoang chứa đạn. Một chiếc AVRE đã bị phá hủy vào ngày 5 tháng 2 năm 1991 và 2 chiếc khác trong vụ tai nạn thứ hai vào những ngày tiếp đó làm 4 người bị thương.

### Jordan
50 chiếc Centurion được mua từ năm 1954 đến 1956 và đến năm 1967 đã có 90 chiếc phục vụ trong biên chế. Quân đội Jordan sử dụng những chiếc tăng này trong chiến tranh Sáu ngày. Năm 1967, Trung đoàn Xe tăng độc lập số 10 được trang bị 44 chiếc Centurion Mk 5 với pháo chính 84 mm, tuy nhiên ban đầu chúng được triển khai đến vùng Bờ Đông. Sau này đơn vị được chuyển đến khu Hebron, vùng Bờ Tây, được lệnh kết hợp với quân Ai Cập. Một vài chiếc đã bị quân Israel tiêu diệt và 30 chiếc bị bắt giữ.
Sau chiến tranh năm 1967, quân đội Jordan được tái vũ trang và nhiều chiếc Centurion đã được mua. Năm 1970, Lữ đoàn Thiết giáp số 40, đơn vị thiết giáp tinh nhuệ của Jordan, được tái trang bị Centurion. Lực lượng Lục quân Hoàng gia Jordan dùng Centurion để phòng thủ trước cuộc xâm lược của người Syri trong sự kiện tháng Chín đen, năm 1970. Sư đoàn tiếp viện số 5 của Syri, cùng với 300 chiếc T-55, đã chạm trán với những đơn vị bao gồm Sư đoàn bộ binh số 25 và Lữ đoàn Thiết giáp số 40 tại ar-Ramtha. Cuộc tấn công của Sư đoàn 5 Syri đã bị đẩy lùi với thiệt hại nặng nề.
Năm 1972, Centurion được tái trang bị pháo 105 mm. Trong chiến tranh Yom Kippur, Lữ đoàn Thiết giáp số 40 của Jordan đã triển khai đến mặt trận Golan để hỗ trợ quân Syri và thể hiện sự quan tâm của Vua Hussein với Khối đoàn kết Ả rập. Lữ đoàn 40 đã di chuyển xuống phía bắc đến Sheikh Meskin tuy nhiên cuộc phản công đã không được tổ chức tốt và không hiệu quả vì quân Israel đã chuẩn bị vị trí phòng thủ tốt.
Những chiếc Centurion của quân Jordan đã được trang bị lại động cơ diesel thay thế cho động cơ xăng Meteor. Những chiếc đã nâng cấp này được gọi là "Tariq". Những chiếc Tariq này còn được trang bị Hệ thống kiểm soát bắn SABCA của Bỉ kết hợp với hệ thống tìm kiếm laser, điểu khiển tháp pháo và, thống cân bằng và hệ thống treo thủy khí. 293 chiếc Centurion đã được tiêu chuẩn hóa thành Tariq vào năm 1985.

### Nam Phi

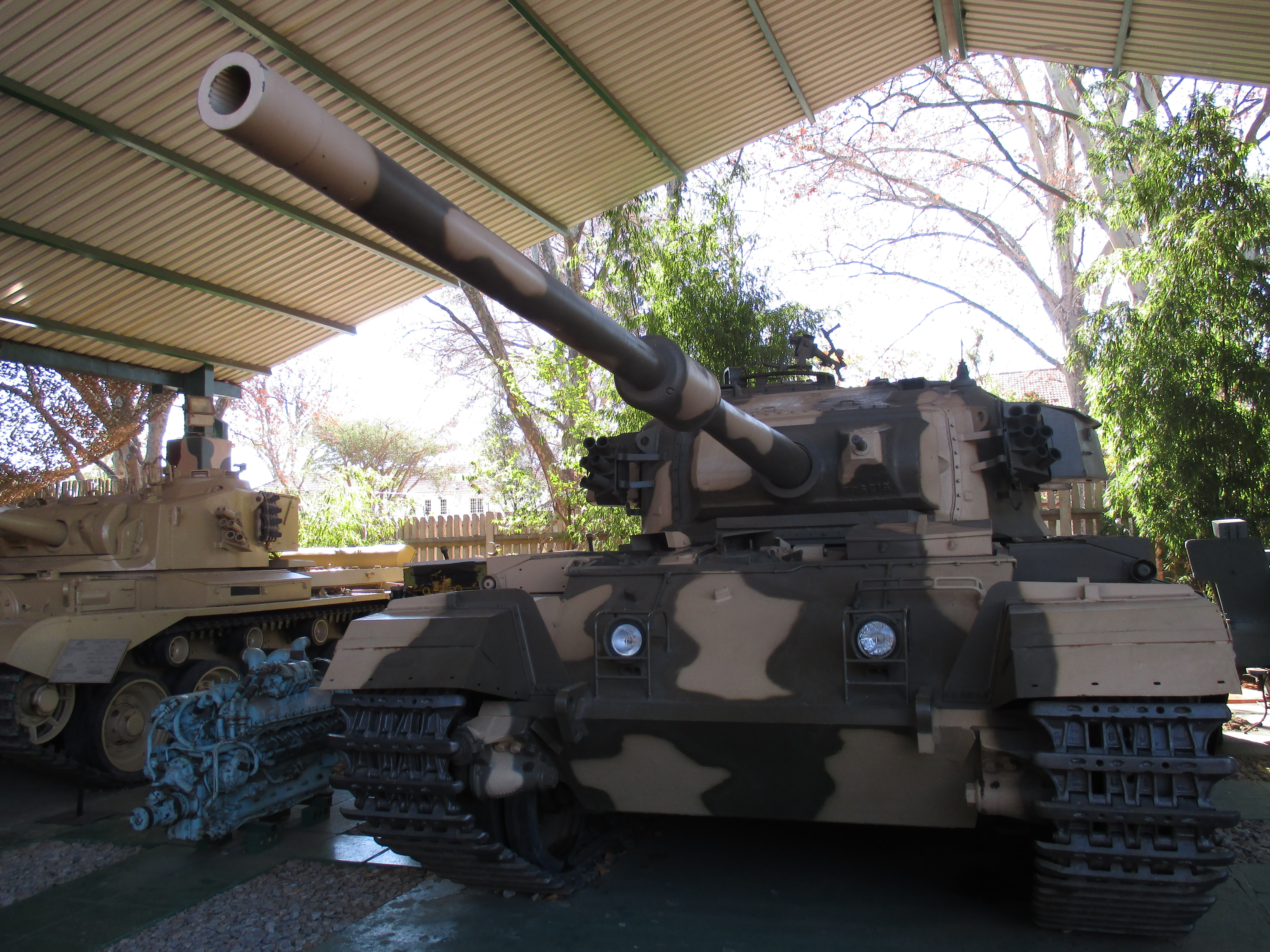
Phiên bản Centurion đã nâng cấp của Nam Phi

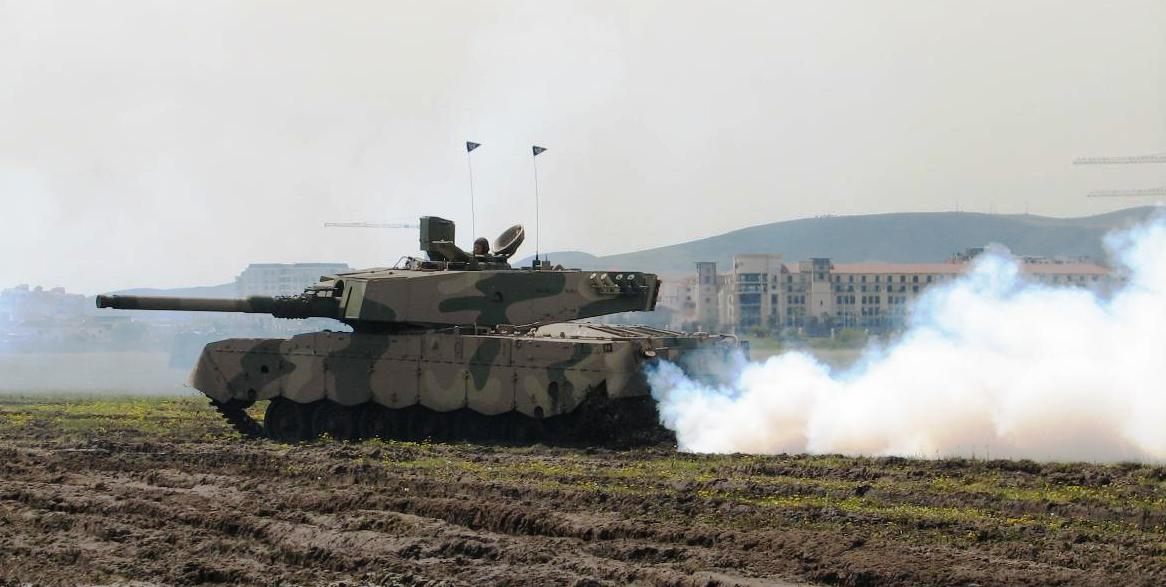
Xe tăng Olifant

Centurion được sử dụng bởi Nam Phi từ năm 1957, có 250 chiếc gồm Mk 2 và Mk 3 được mua trực tiếp từ Vương quốc Anh, tuy nhiên sau này, Nam Phi lại mua Mk 5 từ Ấn Độ và Jordan. Từ năm 1970, LHQ thực hiện lệnh cấm vận vũ khí rất khắt khe vào Nam Phi, do những hành động phân biệt chủng tộc và vi phạm nhân quyền. Điều này buộc Nam Phi phải tự mình phát triển nền công nghiệp quốc phòng (với sự giúp đỡ bí mật từ Israel, Pháp và Hoa Kỳ) và bao gồm cả việc nâng cấp những chiếc tăng Centurion. Mãi đến khoảng những năm 1980 thì những đối thủ của Nam Phi không có xe tăng nào đối trọng với chiếc Centurion của họ. Nam Phi đã cải tiến và nâng cấp những chiếc xe tăng của họ xuyên suốt Chiến tranh biên giới giữa Namibia và Angola.

Lần nâng cấp đầu tiên làm chiếc Centurion trở nên đơn giản hơn và mục đích chính là để kiểm tra. Năm 1972, Centurion được lắp đặt động cơ phun xăng V-12 cung cấp 810 mã lực, hộp số tự động gồm 3 số (2 số tiến và một số lùi). Dự án này được gọi là Skokiaan, nhưng chỉ 8 chiếc được sản xuất. Năm 1974, một dự án khác có tên là Semel được phát triển từ Skokiaan với một số thay đổi về động cơ và những chi tiết nhỏ khác. Có tổng cộng 35 chiếc Semel được sản xuất và một số đã được sử dụng sau này.

Nam Phi đã thực hiện nhiều chương trình nâng cấp đầy tham vọng vào năm 1976, kết quả cho ra đời "Olifant" (sau này Olifant Mk 1 qua những nâng cấp sau đã được lắp ráp). Olifant Mk 1 đi vào biên chế trong Binh chủng Thiết giáp Nam Phi vào năm 1978. Chương trình Olifant được hưởng lợi rất nhiều từ chương trình Sho't của Israel. Olifant Mk 1 được nâng cấp về động cơ, hệ thống treo tốt hơn, hệ thống điều khiển tháp pháo và hệ thống nhìn đêm. Chỉ huy được trang bị máy định tầm laser cầm tay.

Olifant Mk 1 sau này được nâng cấp thành Mk 1A, đi vào sản xuất năm 1983 và phục vụ năm 1985. Sở dĩ việc sản xuất Mk 1A là do khẩu pháo chính 84 mm của Mk 1 không đủ mạnh với T-55 được trang bị trong lực lượng Angola. Việc sản xuất dừng lại vào giữa những năm 1980. Dù sao đi nữa, việc sản xuất Mk 1A chỉ là giải pháp tạm thời trước khi Mk 1B ra đời.
Mk 1A được trang bị pháo chính L-7 105 mm và 8 súng phóng lựu khói được lắp đặt mỗi bên tháp pháo. Động cơ và giáp cũng được nâng cấp. Máy định tầm laser được kết hợp với hệ thống nhìn của pháo thủ bao gồm cả hệ thống nhìn đêm.

Phiên bản Mk 1B là một phiên bản hoàn toàn mới, hơn hẳn so với một bản nâng cấp của Centurion hay Olifant. Việc phát triển Mk 1B được bắt đầu từ năm 1983 và đi vào sản xuất từ năm 1991. Mk 1B được trang bị pháo L7 105 mm cùng 68 viên đạn được chứa trong khoang chịu nhiệt, ngoài ra xe còn được trang bị súng máy đồng trục 7.62 mm và súng máy chống máy bay 7.62 mm. Vị trí của lái xe được trang bị hệ thống nhìn ngày và đêm, vị trí của pháo thủ được trang bị hệ thống nhìn đêm tích hợp máy tầm nhìn laser.

1 chiếc Olifant Mk2 tại căn cứ thiết giáp Tempe ở Bloemfontein, Nam Phi vào năm 2011

Do số lượng mìn được cài là rất nhiều ở những vùng quanh Nam Phi, vì vậy Mk 1B được gia cố giáp bụng dày gấp đôi và được trang bị yếm tốt hơn. Phần giáp dốc xuống ở mũi xe được gia cố thêm và tháp pháo được trang bị giáp đứng. Xe có thể tạo khói bằng việc phun nhiên liệu và dẫn khói qua đường ống xả từ động cơ, hệ thống bắn chặn được lắp đặt vào khoang lái. Xe còn có hệ thống bắn tự động điều khiển bằng máy tính và một đèn pha lắp đồng trục với pháo chính. Tháng 11 năm 2003, Alvis OMC đã cấp một hợp đồng nâng cấp cho số xe tăng Olifant Mk 1B MBT hiện có. Gói nâng cấp bao gồm nâng cấp về động cơ, hệ thống bắn và đào tạo.
Mãi đến cuối năm 1987, Nam Phi mới hoàn toàn can thiệp vào Nội chiến Angola và tăng Olifant cũng có dịp thể hiện và đạt được thắng lợi trước những lực lượng Angola gần sông Lomba. Ngày 1 tháng 9, một trận đấu tăng nổ ra, những chiếc Olifant đối mặt với T-55 và T-34/85, phá hủy được một vài chiếc. Ở Cuito Cuanavale, Olifant và Bộ binh chiến đấu cơ giới Ratel chiến đấu chống lại những chiếc T-55, T-34/85 và thiệt hại cho những chiếc Olifant chỉ đến từ những bãi mìn. Lực lượng vũ trang cách mạng Cuba lại cho rằng, trong một trận đấu giống vậy, Sư đoàn 50 trang bị tăng T-62 đã chặn đứng những chiếc Olifant của Nam Phi ở sông Chambingi.
Mk2 là một phiên bản được nâng cấp giáp và hệ thống bắn được trang bị cho tháp pháo, pháo chính 120 mm nòng trơn và khung gầm được lấy từ Mk 1B.

### Thụy Điển

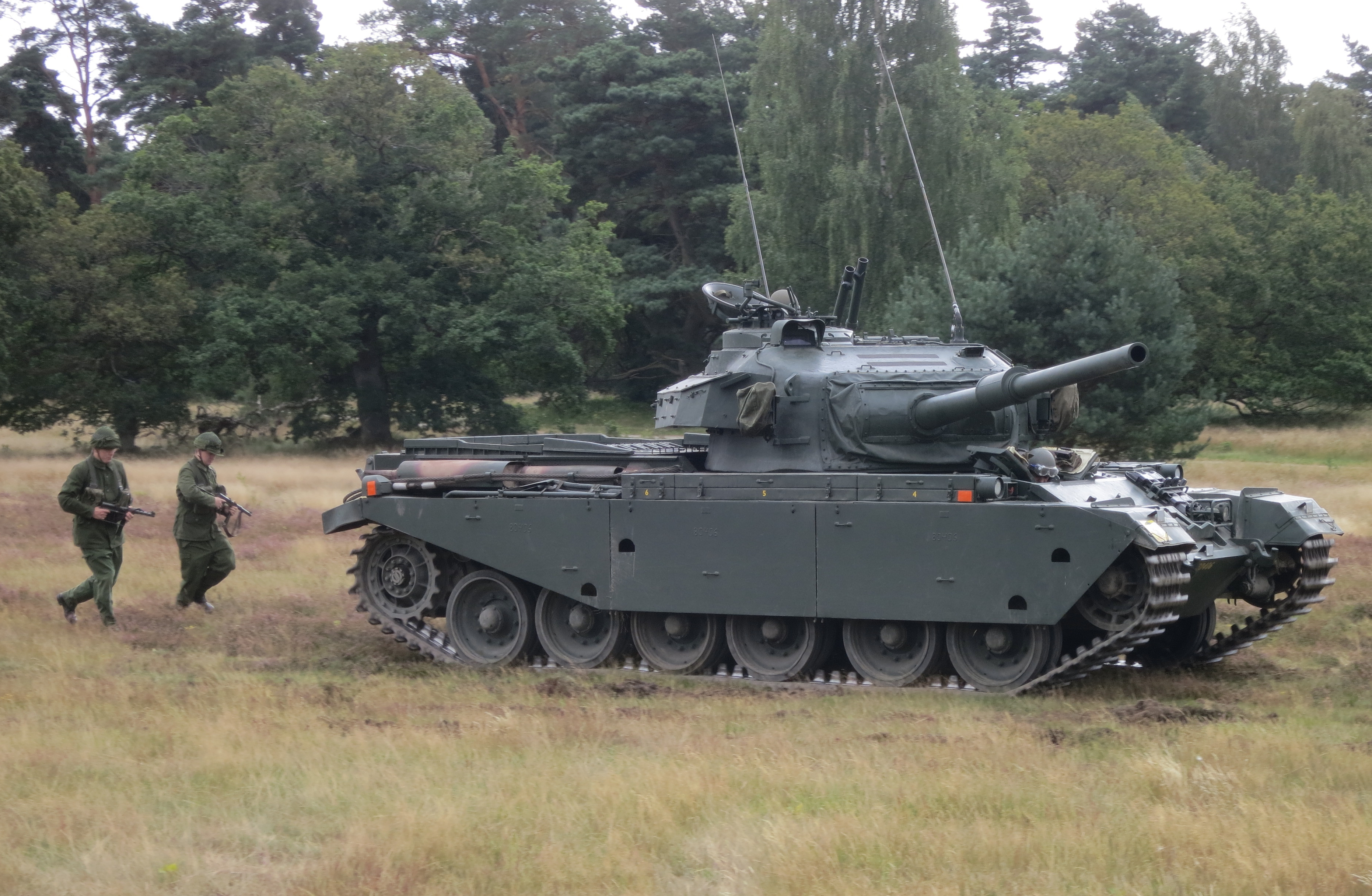
Xe tăng Centurion của Thụy Điển

Cuối Thế chiến thứ 2, Lực lượng vũ trang của Thụy Điển chỉ sở hữu những chiếc tăng hỗn hợp từ nhiều chủng loại, không chỉ lỗi thời mà còn kém cỏi về hậu cần. Kungliga Arméförvaltningens Tygavdelning (KAFT, Cục vũ khí quân đội chính quyền) quyết định rằng, giải pháp thay thế hiệu quả nhất là mua mới những chiếc Centurion Mk 3, vừa hiện đại, vừa có khả năng nâng cấp về sau cho những yêu cầu trong tương lai. Một lời đề nghị mua được gửi tới Anh Quốc, tuy nhiên, câu trả lời của họ là sẽ không có chiếc tăng nào được bán trước khi lực lượng tăng thiết giáp Anh được trang bị số lượng Centurion đủ yêu cầu, việc này sẽ mất từ 5 đến 15 năm. Do đó, văn phòng cơ giới của KAFT đã quyết định phát triển một dự án thay thế, E M I L. Song song với việc này, họ còn thỏa thuận với Pháp trong việc mua AMX-13.
Vào đầu tháng 12 năm 1952, Anh đã thay đổi quan điểm của mình, do nhu cầu xuất khẩu để tăng ngoại tệ khan hiếm, họ đã quyết định rao bán những chiếc Centurion ngay lập tức. Bộ trưởng Bộ quốc phòng Torsten Nilsson đã tự tiện đặt hàng 80 chiếc Centurion Mk 3 trong năm 1952/1953, đợt nhận hàng đầu tiên vào tháng 4 năm 1953. Vài năm sau, Thụy Điển đặt hàng đợt hai gồm 160 chiếc Mk 5 và sau đó là đợt ba gồm 110 chiếc Mk 10 vào năm 1960. Những chiếc Centurion này đã trở thành xương sống cho Lực lượng Thiết giáp Thụy Điển trong vài thập kỷ. Cả hai phiên bản Mk 3 và Mk 5 của họ đều được nâng cấp lên pháo 105 mm trong những năm 1960. 

Giữa năm 1983 - 1987, việc thay đổi và chỉnh sửa những chiếc Centurion được hoàn tất bao gồm việc trang bị hệ thống nhìn đêm, hệ thống xác định mục tiêu, máy tầm nhiệt laser, nâng cấp hệ thống cân bằng súng, hệ thống tản nhiệt cho thùng xăng và ống xả, giáp phản ứng được phát triển bởi FFV Ordnance Thụy Điển.
Quân đội Thụy Điển đã dần dần loại bỏ những chiếc Centurion vào những năm 1990 như một hệ quả của việc mở rộng quy mô sau khi kết thúc chiến tranh Lạnh và sự tan rã của khối Soviet. Nó được thay thế bởi Leopard 2.

### Thử vũ khí hạt nhân
Một chiếc Centurion Mk 3 kiểu K của quân đội Australia, Số đăng ký quân đội 169041, đã tham gia vào một vụ thử hạt nhân nhỏ ở cánh đồng Emu ở Australia vào năm 1953 nhưng một phần của kế hoạch Totem 1. Được lắp ráp với số hiệu 39/190 tại nhà máy quân nhu Hoàng gia, Barnbow năm 1951, nó đã được đăng ký trong quân đội Anh với số hiệu 06 BA 16 và được gửi tiếp viện cho Chính phủ Liên bang Úc với bản hợp đồng số 2843 năm 1952.
Chiếc xe được vũ trang đầy đủ và bị bỏ lại với động cơ đang chạy, nó được đặt cách vụ nổ 9.1kt khoảng 460 m, tháp pháo đối mặt với tâm chấn.Khám nghiệm sau vụ nổ cho biết nó đã bị đẩy nhẹ về bên trái đi khoảng 1.5 m sau vụ nổ, và động cơ đã ngừng hoạt động do hết nhiên liệu. Ăng ten bị mất tích, đèn và kính tiềm vọng bị phủ đầy cát, vải che khoang đạn bị đốt cháy và các tấm giáp bên bị thổi bay đi 180 m. Đáng chú ý là chiếc xe vẫn có thể hoạt động được tuy rằng nếu có một tổ lái trong xe khi vụ nổ xảy ra, chắc chắn họ sẽ bị tử vong do áp lực từ vụ nổ.
169041, sau này còn được gọi là Xe tăng nguyên tử, được sử dụng trong chiến tranh Việt Nam. Vào tháng 5 năm 1969, nó đã bị trúng một quả đạn RPG trong một trận chiến. Tất cả thành viên tổ lại đều bị thương do quả đạn đã xuyên qua bên trái của khoang lái, chéo qua sàn và nằm lại ở góc phải đuôi xe. Binh sĩ Carter đã được giải thoát trong khi các thành viên còn lại tiếp tục nhiệm vụ và chiếc xe nằm lại ở chiến trường.
Chiếc xe hiện tại được bảo quản ở trại lính Robertson ở Palmerston. Mặc dù có nhiều những chiếc tăng khác được lựa chọn cho vụ thử hạt nhân nhưng 169041 là chiếc duy nhất được biết đến.

## Các biến thể

### Các biến thể của Anh

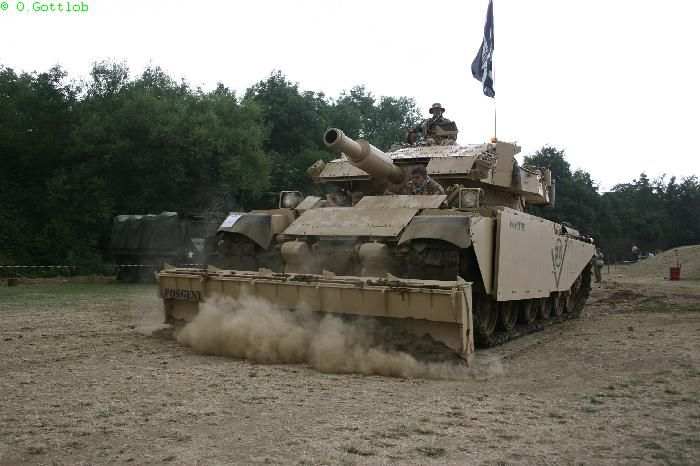
Centurion AVRE 165

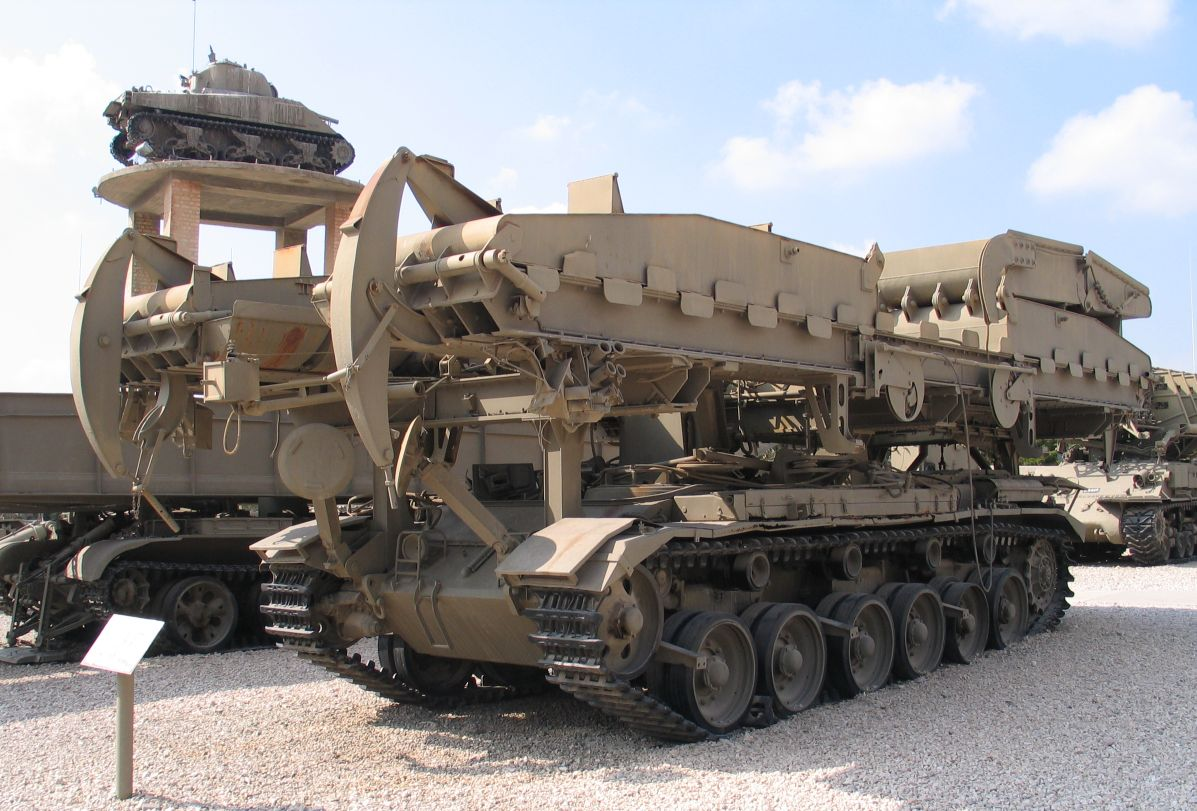
Centurion ARK.

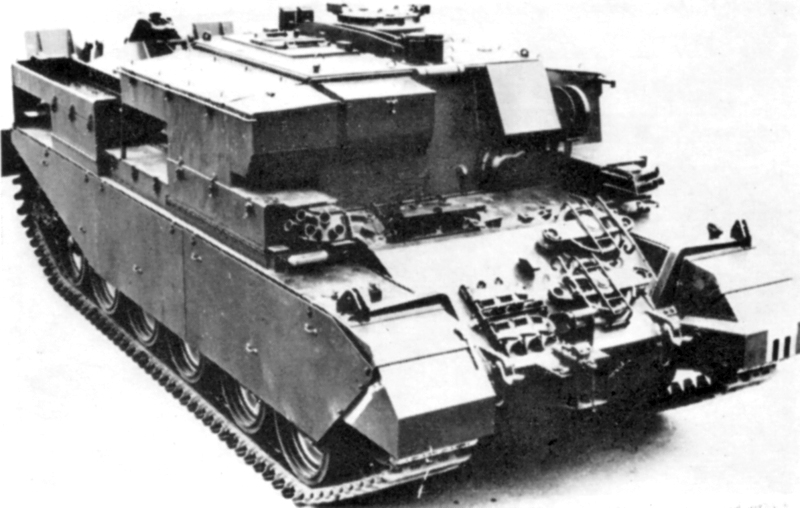
Centurion ARV Mk 2.

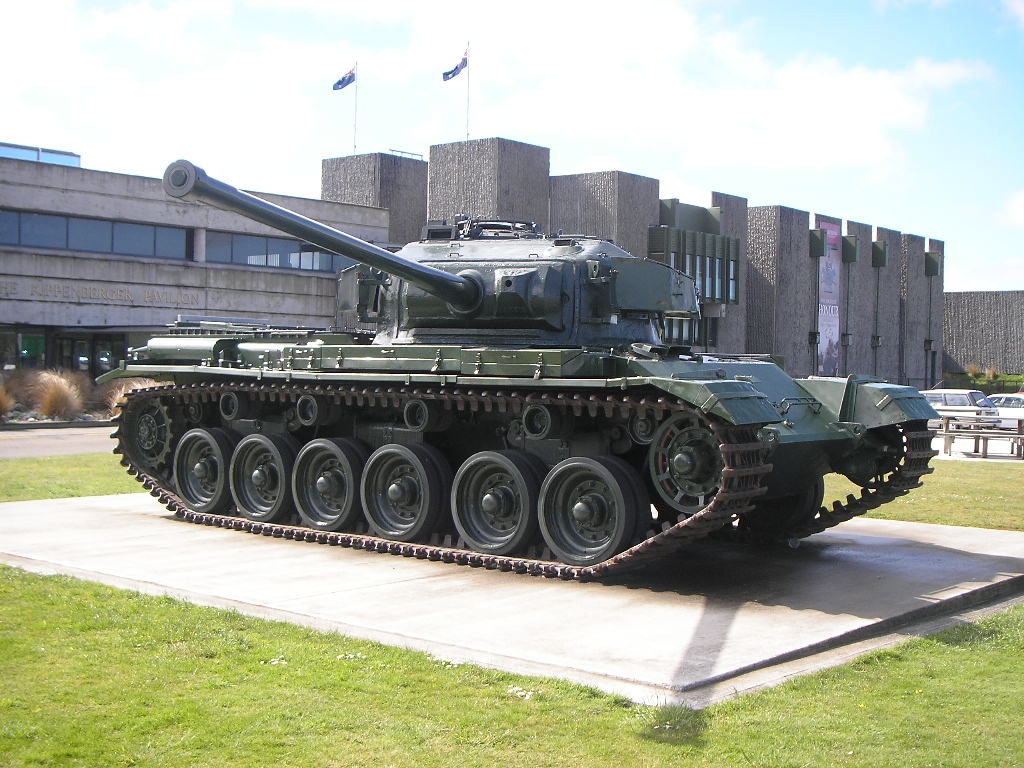
Centurion được trưng bày ở Bảo tàng Quân đội QEII - Waiouru, New Zealand

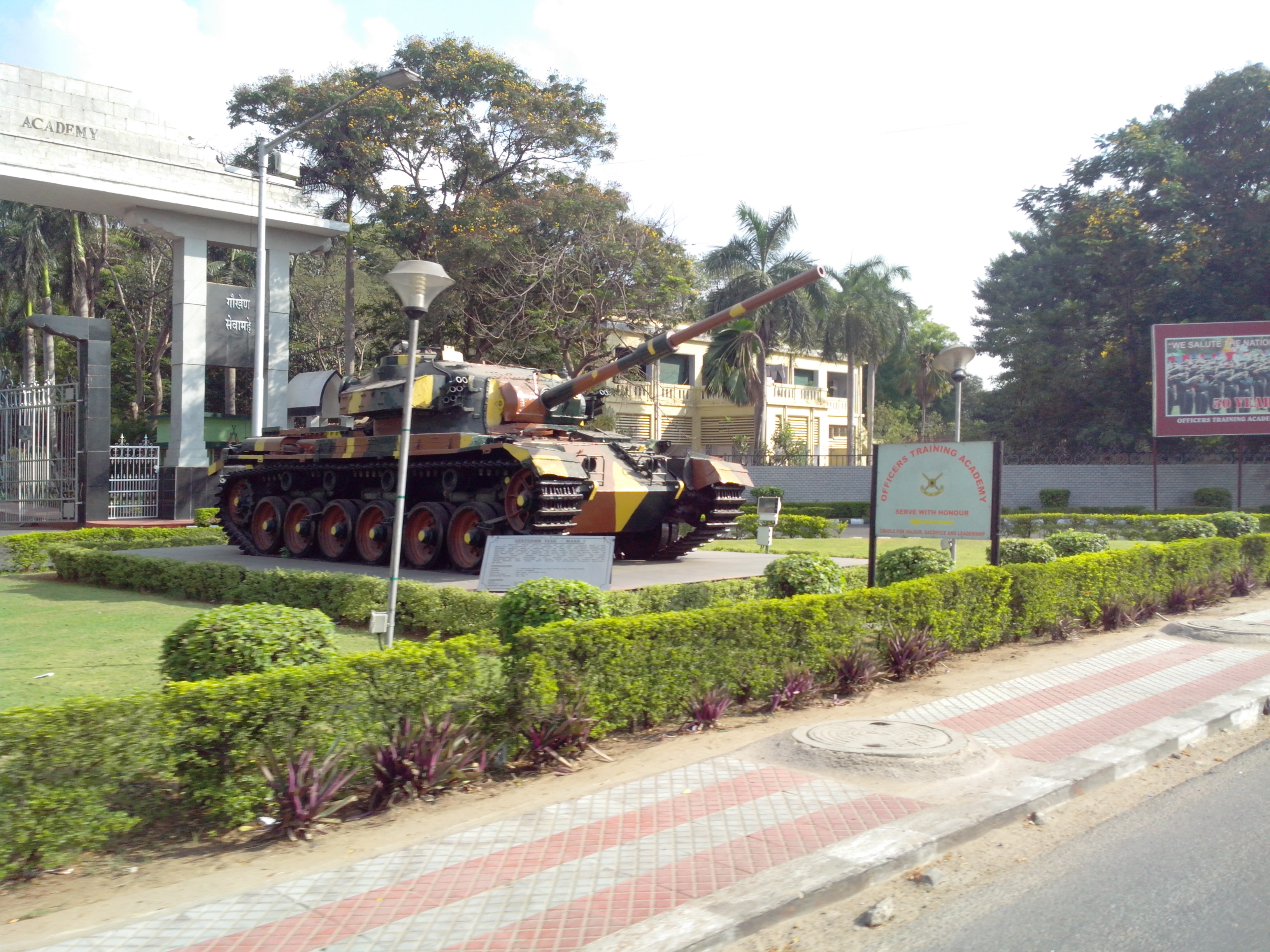
Centurion Mk 7 trưng bày ở cổng vào của Học viện đào tạo Sĩ quan - Chennai, Ấn Độ

#### Các số hiệu sản xuất
Centurion Mk 1
Phiên bản trang bị pháo 17 pounder
Centurion Mk 2
Tháp pháo mở rộng
Centurion Mk 3
Pháo 20 pounder, 2 vị trí sắp xếp cho xích kết nối với đầu xe
Centurion Mk 4
Trang bị pháo bức kích CS 95mm
Centurion Mk 5
Súng máy đồng trục Browning và ống nhòm tích hợp
Centurion Mk 5/1 aka FV 4011
Giáp nghiêng trước được gia cố, hai súng máy đồng trục: một.30 Browning và một.50 Browning, pháo chính 20 pounder
Centurion Mk 5/2
Pháo chính nâng cấp lên 105 mm
Centurion Mk 6
Nâng cấp súng và giáp từ Mk 5
Centurion Mk 6/1
Mk 6 với trang bị IR
Centurion Mk 6/2
Mk 6/1 trang bị pháo hiệu
Centurion Mk 7 aka FV 4007
Sửa lại sàn động cơ
Centurion Mk 7/1 aka FV 4012
Mk 7 nâng cấp giáp
Centurion Mk 7/2
Mk 7 nâng cấp pháo chính
Centurion Mk 8
Khiên đàn hồi và ống nhòm mới
Centurion Mk 8/1
Mk 8 nâng cấp giáp
Centurion Mk 8/2
Mk 8 nâng cấp pháo chính
Centurion Mk 9 aka FV 4015
Mk 7 nâng cấp giáp và pháo chính
Centurion Mk 9/1
Mk 9 với trang bị IR
Centurion Mk 9/2
Mk 9 trang bị pháo hiệu
Centurion Mk 10 aka FV 4017
Mk 8 nâng cấp giáp và nâng cấp súng
Centurion Mk 10/1
Mk 10 với trang bị IR
Centurion Mk 10/2
Mk 10 với pháo hiệu
Centurion Mk 11
Mk 6 trang bị IR và pháo hiệu
Centurion Mk 12
Mk 9 trang bị IR và pháo hiệu
Centurion Mk 13
Mk 10 trang bị IR và pháo hiệu

#### Các nguyên mẫu
A41 [20 mm]
Nguyên mẫu Centurion với pháo đồng trục Polsten
A41 [Besa]
Nguyên mẫu Centurion với súng máy đồng trục Besa

#### Số hiệu phương tiện cơ giới chiến đấu

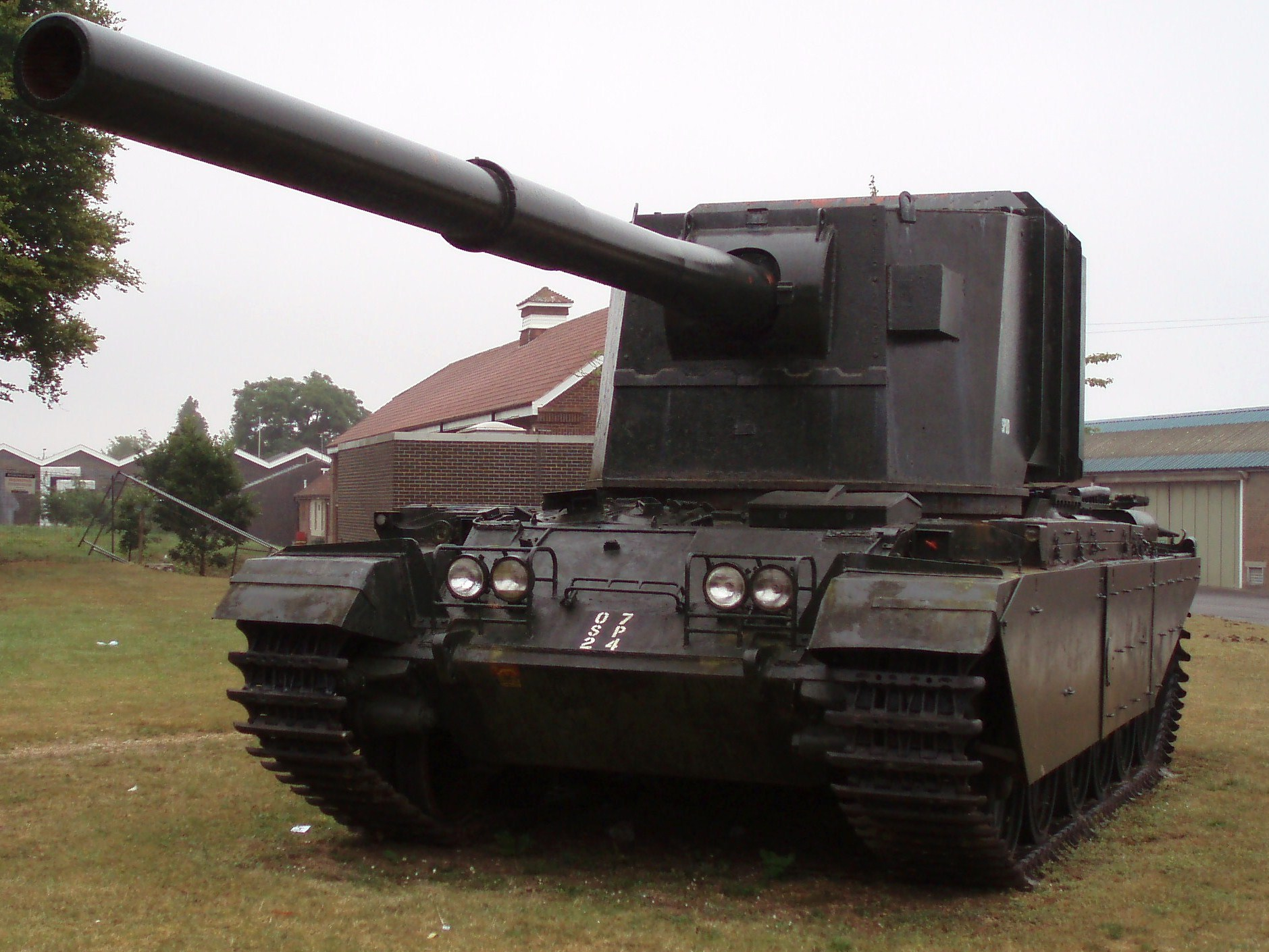
FV 4005 ở bảo tàng xe tăng Bovington

FV 3802
Nguyên mẫu pháo tự hành 25 pounder dựa trên Centurion - động cơ và pháo đặt phía sau, mỗi bên có 5 bánh. Pháo được đặt trên bệ xoay ngang 45° mỗi bên. Được chấp nhận là xe tăng chính vào năm 1954, tuy nhiên đã bị ngừng vào năm 1956 thay vào đó là FV3805.
FV 3805
Nguyên mẫu pháo tự hành 5.5 in, vẫn dựa trên Centurion - động cơ đặt phía trước và  tổ lái đặt trên tấm chắn bùn. Dự án bị ngừng năm 1960 nhường chỗ cho FV433 105 mm SP Abbot.
FV 4002 Centurion Mk 5 Bridgelayer
Xe đặt cầu sử dụng khung Centurion Mk 5.
FV 4003 Centurion Mk 5 AVRE 165
Được trang bị pháo 165 mm với tầm bắn khoảng 2000 yard (khoảng 1,8 km), sử dụng đạn HESH nặng 60 pound (khoảng 27 kg) nhằm mục đích phá hủy chướng ngại vật. Nó còn được trang bị một lưỡi ủi thủy lực hoặc một lưỡi cày dò mìn.
FV 4004 Conway
Pháo tự hành FV 4004 trang bị pháo L1 120mm, nguyên mẫu sử dụng thân Centurion Mk 3 với pháo 120 mm gắn vào tháp pháo làm từ các tấm thép uốn. Được xem là giải pháp tạm thời trước khi xe tăng Conqueror đi vào phục vụ. Chỉ có 1 chiếc duy nhất được lắp ráp trước khi dự án bị hủy bỏ năm 1951.
FV 4005 Stage 2
Một thử nghiệm pháo chống tăng với pháo 183 mm. Dự án bắt đầu từ năm 1951/52 và được phát triển vào tháng 6 năm 1955. Tháp pháo được bọc giáp nhẹ và đặt ngang trên một chiến thân Centurion. Tháng 8 năm 1957, chiếc tăng này bị bỏ đi.
FV 4006 Centurion ARV Mk 2
Thân tăng Mk 1 / Mk 2 / Mk 3 với tháp pháo bị thay thế bởi một máy tời. Chiếc máy tời này hoạt động nhờ vào một động cơ phụ và có thể kéo khối lượng lên đến 90 tấn khi sử dụng một hệ thống khóa. Xe được vũ trang 1 súng máy.30 cal.
FV 4007 Centurion Mk 1, 2, 3, 4, 7, 8/1, 8/2
FV 4010 aka Heavy Tank Destroyer G.W. Carrier
Trang bị tên lửa chống tăng định hướng
FV 4011 Centurion Mk 5
FV 4012 Centurion Mk 7/1, 7/2
FV 4013 Centurion ARV Mk 1
Nguyên mẫu sản xuất năm 1952 dựa trên thân của Mk 1 và Mk 2. Tháp pháo bị thay thế bởi một máy tời và được gắn động cơ xe tải Bedford QL 72 hp. 180 chiếc đã được lắp ráp, một số trong đó được sử dụng trong chiến tranh Triều Tiên. Sau năm 1959, tất cả số chúng bị bán đi làm xe tập luyện.
FV 4015 Centurion Mk 9
FV 4016 Centurion ARK
(1963) – Armoured Ramp Carrier. Built on a Mark 5, the vehicle itself is part of the bridge. It can span a gap of up to 75 feet, and can bear up to 80 tons.
Nguyên mẫu xe vận tải bọc thép năm 1963, lắp ráp dựa trên thân Mk 5.
FV 4017 Centurion Mk 10
FV 4018 Centurion BARV (1963)
Beach armoured recovery vehicle. The last Centurion variant to be used by the British Army. One vehicle was still in use by the Royal Marines until 2003. Replaced by the Hippo, which is based on a Leopard 1 chassis.
FV 4019 Centurion Mk 5 Bulldozer
Centurion Mk 5 trang bị lưỡi xúc
FV 4202 40 ton Centurion
Sử dụng để nghiên cứu cho chiếc Chieftain

### Các biến thể đặc biệt
Centurion [Low Profile]
Biến thể sử dụng tháp pháo thấp Teledyne
Centurion [MMWR Target]
Thân Centurion lắp Radar phát hiện mục tiêu
Centurion Marksman
Thân Centurion gắn pháo phòng không
Centurion Ark aka FV 4016
Assault Gap Crossing Equipment (Armoured ramp carrier)
Centurion ARV Mk I
Xe ARV
Centurion ARV Mk II
Xe ARV
Centurion AVLB
Phiên bản xe đặt cầu của Hà Lan
Centurion AVRE 105
Phiên bản xe kỹ thuật chiến đấu trang bị pháo 105 mm
Centurion AVRE 165
Phiên bản xe kỹ thuật chiến đấu trang bị pháo L9A1 165 mm
Centurion BARV
Máy xúc sử dụng thân Centurion
Centurion Bridgelayer aka FV 4002
Class 80 bridgelayer
Centurion Mk 12 AVRE 105
Xe trinh thám được chuyển đổi thành AVRE
Centurion Target Tank
Một chiếc xe tăng tấn công với hầu hết vật dụng bị tháo ra khỏi tháp pháo và gắn vào đó là một khẩu pháo giả, giáp chống Bazooka được gia cố tốt hơn. Sử dụng ở Lulworth Ranges từ năm 1972-1975 trong vai trò huấn luyện.

### Các biến thể của quốc gia khác

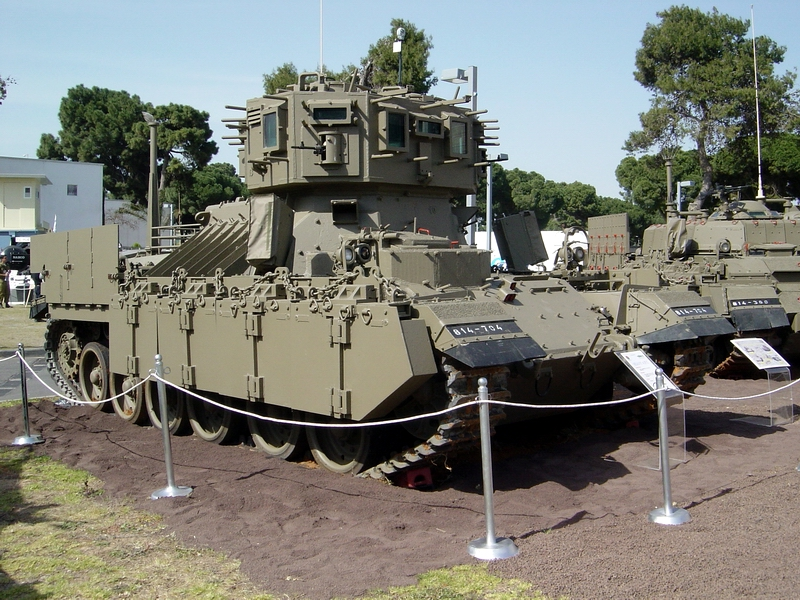
Nagmachon APC

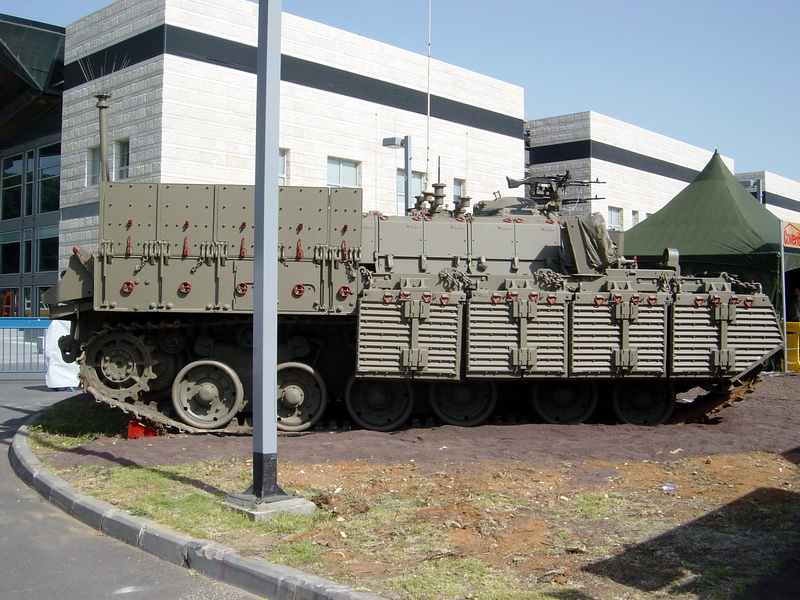
Nakpadon APC

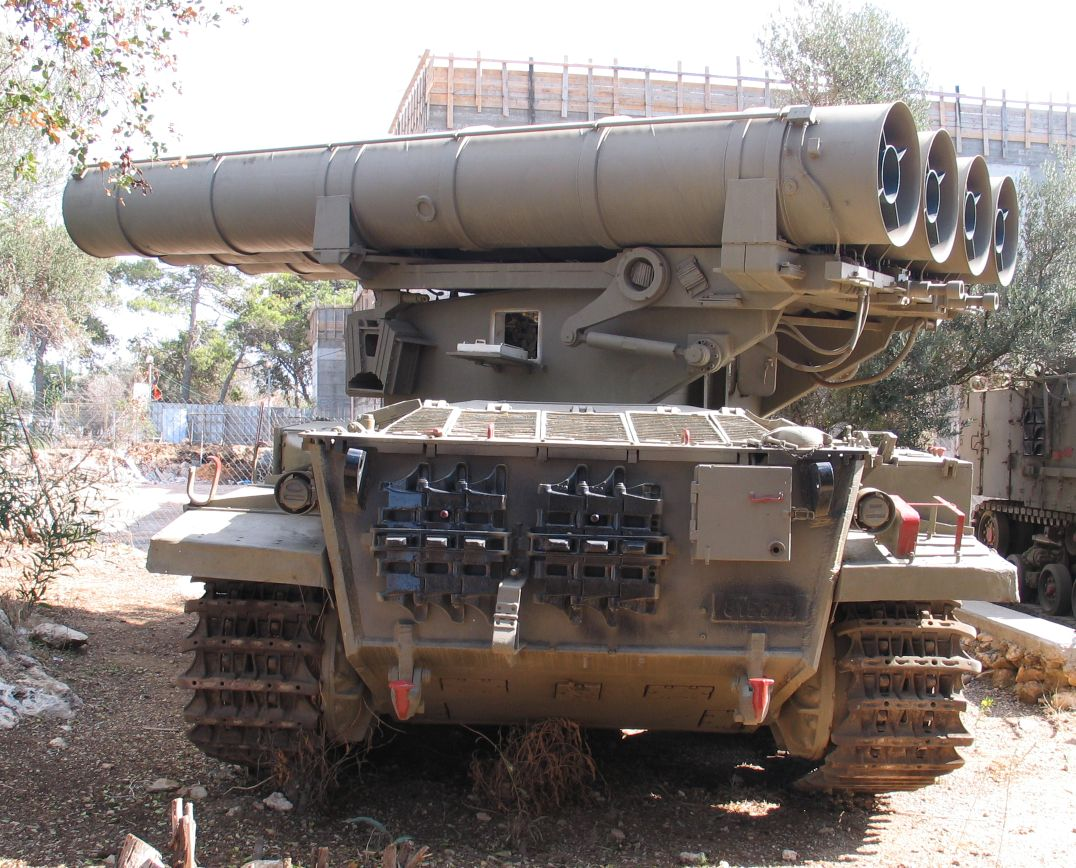
MAR-290 / Eshel ha-Yarden.

#### Đan Mạch
Centurion Mk V, 2
Một phiên bản nâng cấp của Mk 5 với pháo L7A1 105 mm và súng máy đồng trục Browning thay thế bởi MG3 của Đức. Có 106 chiếc phiên bản này.
Centurion Mk V, 2 DK
Mk 5 với máy tầm nhiệt và hệ thống nhìn đêm. Có 90 chiếc phiên bản này được nâng cấp vào năm 1985.

#### Israel
Sho't (English – "Whip")
Một thiết kế của Israel.
Sho't Meteor
Mk 5 với động cơ Meteor mua từ năm 1959.
Sho't Kal Alef/Bet/Gimel/Dalet
Centurion được hiện đại hóa với pháo chính 105 mm từ năm 1963, gói động cơ mới (động cơ diesel Continental AVDS-1790-2A và hộp số 6 số Allison CD850). Đi vào phục vụ năm 1970; năm 1974 những chiếc Centurion của Israel được nâng cấp lên Sho't Kal (giáp Mk 13) và trang bị súng máy trục xoay.50 cal. Những biến thể phụ được nâng cấp bởi Sho't Kal suốt vòng đời hoạt động, bao gồm tháp pháo mới xoay theo cơ chế luân phiên, hệ thống cân bằng súng mới, hệ thống điều khiển bắn mới và sự chuẩn bị cho việc lắp đặt giáp phản ứng nổ Blazer.
Nagmashot / Nagmachon / Nakpadon
Xe bọc thép hạng nặng của Israel dựa trên khung Centurion.
Puma
Xe kĩ thuật chiến đấu của Israel dựa trên khung Centurion
Eshel ha-Yarden
Một hệ thống phóng gồm 4 tên lửa đối đất 290 mm được gắn trên thân xe Centurion. Dự án đã bị hủy sau khi một nguyên mẫu được lắp ráp. Cả chiếc xe này và phiên ban trước đó dựa trên thân tăng Sherman đều liên quan đến MAR-290.
Tempest
Vận hành bởi Singapore, hiện đại hóa với sự giúp đỡ của Israel, giống với những biến thể của Israel, trang bị động cơ diesel và pháo mới và giáp phản ứng nổ.

#### Nam Phi
Olifant
Xe tăng Centurion tái thiết kế và lắp ráp bởi Nam Phi với sự giúp đỡ của Israel, được xem là chiếc xe tăng tốt nhất trong lục địa châu Phi.
Semel
Hoạt động năm 1974, trang bị động cơ phun xăng 810 mã lực, hộp truyền động bán tự động 3 số.
Olifant Mk 1
Hoạt động năm 1978, trang bị động cơ diesel 750 mã lực, hộp truyền động bán tự động.
Olifant Mk 1A
Hoạt động năm 1985, vẫn giữ nguyên hệ thống điều khiển bắn của chiếc Centurion gốc, nhưng trang bị máy tầm nhiệt laser cầm tay cho chỉ huy và máy khuếch đại hình ảnh cho pháo thủ.
Olifant Mk 1B
Hoạt động năm 1991, trang bị hệ thống treo xoắn, thân được kéo dài, gia tăng giáp ở mặt trước và tháp pháo, động cơ diesel V-12 950 mã lực, hệ thống điều khiển bắn máy tính, máy tầm nhiệt laser.
Olifant Mk 2
Tháp pháo được thiết kế lại, hệ thống điều khiển bắn mới. Trang bị pháo LIW 105 mm GT-8 hoặc pháo nòng trơn 120 mm.

#### Thụy Điển
Những thiết kế cho biết mẫu súng chính có cỡ nòng bao nhiêu xăng-ti-mét dựa trên số hiệu kiểu. Hence the strv 81 được đọc là xe tăng đầu tiên với pháo 8 cm trong khi the strv 101 là xe tăng đầu tiên với pháo 10 cm được chấp nhận trong biên chế.

Stridsvagn 81
Mẫu thiết kế của quân đội Thụy Điển cho 80 chiếc Centurion Mk 3 gốc (trang bị pháo 20 pounder) và 160 chiếc Centurion Mk 5 mua năm 1955, tất cả đều trang bị máy móc tối tân, radio Thụy Điển,v.v...
Stridsvagn 101
Thiết kế của quân đội Thụy Điển cho 110 chiếc Centurion Mk 10 (pháo 105 mm) mua năm 1958 với máy móc và radio của Thụy Điển.
Stridsvagn 102
Thiết kế của quân đội Thụy Điển cho Stridsvagn 81 nâng cấp lên pháo chính 105 mm từ năm 1964–1966.
Stridsvagn 101R
Thiết kế của quân đội Thụy Điển cho Stridsvagn 101 nâng cấp REMO.
Stridsvagn 102R
Thiết kế của quân đội Thụy Điển cho Stridsvagn 102  nâng cấp REMO và giáp trước cho phù hợp với 101R.
Stridsvagn 104
Thiết kế của quân đội Thụy Điển cho Stridsvagn 102 trang bị động cơ diesel Continental và hộp số tự động Allison.
Stridsvagn 105
Thiết kế của quân đội Thụy Điển cho mẫu Stridsvagn 102R nâng cấp hệ thống treo, hệ thống kiểm soát bắn.
Stridsvagn 106
Thiết kế của quân đội Thụy Điển cho Stridsvagn 101R nâng cấp hệ thống treo.
Bärgningsbandvagn 81
Thiết kế Centurion ARV của Quân đội Thụy Điển.

## Hoạt động

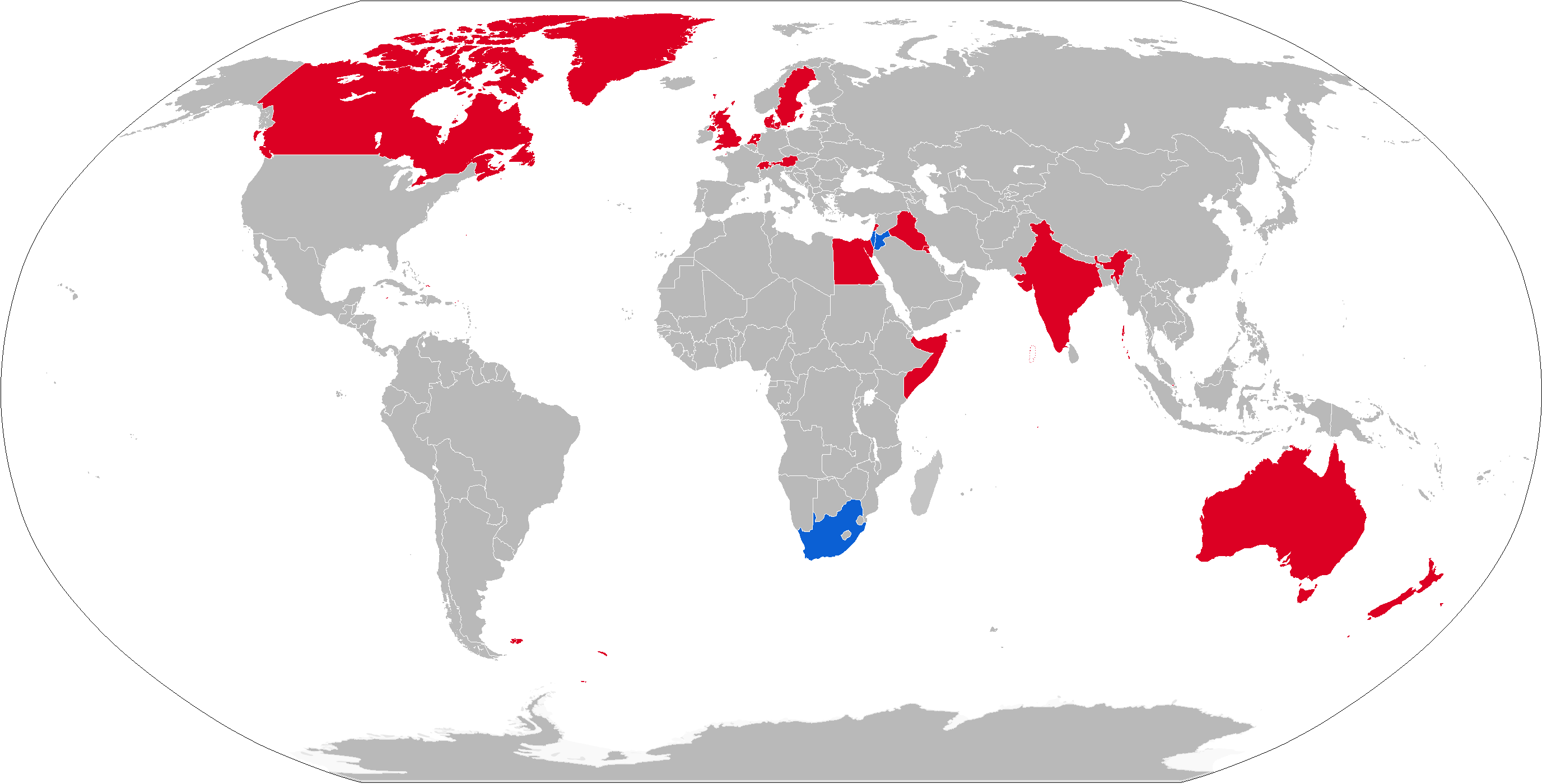
Bản đồ hoạt động của Centurion, vùng xanh chỉ khu vực đang hoạt động, vùng đỏ chỉ khu vực đã từng hoạt động.

### Hiện đang hoạt động
- Israel Các mẫu lắp pháo của đã ngừng hoạt động, rất nhiều trong số đó đã bị chuyển đổi sáng Nagmachon APC, Nakpadon ARV hoặc Puma CEV.
- Jordan Những khung xe cũ được tái sử dụng cho mẫu Temsah APC.
- Libya (Free Libyan Army)
- Somalia
  -  Somaliland;[5]
- Nam Phi Những mẫu xe bản địa được phát triển và nâng cấp Mk1A/B và Mk2 Olifant vẫn trong biên chế

### Đã từng hoạt động
- Australia Bị thay thế bởi Leopard 1
- Áo Fixed in bunkers.
- Canada Replaced by Leopard C1. Bị thay thế bởi Leopard C1. Nhiều chiếc đã được gửi đến Israel và được chuyển thành động cơ diesel. Một số chiếc vẫn còn hoạt động.
- Đan Mạch Bị thay thế bởi Leopard 1
- Ai Cập Bị thay thế bởi T-55, T-62, M60A3 và M1A1.
- India Retired
- Iraq Ngừng hoạt động
- Kuwait Gửi đến  Somalia năm 1977.
- Lebanon
- Hà Lan Bị thay thế bởi Leopard 1
- New Zealand 12 chiếc ngừng hoạt động và chưa bị thay thế.
- Singapore 63 chiếc Centurion Mk 3 và Mk 7 mua từ Ấn Độ năm 1975 và những chiếc khác từ Israel năm 1993-1994, tất cả đều được nâng cấp theo tiêu chuẩn của Israel với pháo mới và động cơ diesel. Sau này bị thay thế bởi Leopard 2SG.
- Somalia
- Thụy Điển Bị thay thế bởi Stridsvagn 122 (Leopard 2A5)
- Thụy Sĩ Bị thay thế bởi Leopard 2
- United Kingdom Bị thay thế bởi Chieftain.

## Những quốc gia tịch thu Xe tăng Centurion trong tay Phiến quân
- Tịch thu từ trong tay Phiến quân Syria. Một xe tăng chiến đấu chủ lực Centurion được Anh sản xuất từ năm 1945. Đây có thể là chiếc xe tăng mà quân đội Israel bỏ lại sau cuộc Chiến tranh Yom Kippur năm 1973 và sau đó rơi vào tay phiến quân.

## Lịch sử chiến đấu
- Chiến tranh Triều Tiên – Vương quốc Anh
- Khủng hoảng Kênh đào Suez – Vương quốc Anh
- Chiến tranh năm 1965 – Ấn Độ
- Chiến tranh Sáu ngày – Israel, Jordan
- Chiến tranh giải phóng Bangladesh/Chiến tranh năm 1971 – Ấn Độ
- Chiến tranh Yom Kippur – Israel, Jordan, Kuwait[6]
- Chiến tranh Việt Nam – Australia
- Chiến tranh biên giới Nam Phi –Nam Phi
- Chiến dịch Motorman – Vương quốc Anh, 165 mm
- Chiến tranh Falkland – Vương quốc Anh, single Centurion BARV
- Chiến tranh vùng Vịnh/Chiến dịch Bão sa mạc – Vương quốc Anh với Centurion AVRE